# Nothria holobranchiata
Nothria holobranchiata är en ringmaskart som först beskrevs av Marenzeller 1879.  Nothria holobranchiata ingår i släktet Nothria och familjen Onuphidae. Inga underarter finns listade i Catalogue of Life.